# Liste der Naturdenkmale in Ließem (Eifel)
Die Liste der Naturdenkmale in Ließem nennt die im Gemeindegebiet von Ließem ausgewiesenen Naturdenkmale (Stand 11. August 2013).(Stand 4. April 2024).

## Ehemalige Naturdenkmale
| Nr.         | Bezeichnung           | Lage                             | Beschreibung              | Bild                          |
| ----------- | --------------------- | -------------------------------- | ------------------------- | ----------------------------- |
| ND-7232-418 | Eiche beim Haus Meyer | Ehlenzer Straße, bei Nr. 10 Lage | Quercus sp.; 2015 gefällt | mehr Fotos \| Fotos hochladen |